# Daunik Lazro
Daunik Lazro (Chantilly (Oise), 2 april 1945) is een Franse jazzsaxofonist van de avant-gardejazz en de improvisatiemuziek.

## Biografie
Daunik Lazro ontdekte de jazz op 15-jarige leeftijd. Hij werd vooral beïnvloed door muzikanten als Sidney Bechet, Charlie Parker, Thelonious Monk en John Coltrane. Lazro debuteerde als professioneel muzikant en saxofonist bij het Saheb Sarbib jazzorkest. Tijdens de jaren 1980 speelde hij o.a. in duo met Thomas Sliomis (Pohonrama, 1985) en in 1983 trad hij op tijdens het Jazz Festival Willisau (uitgebracht op het album Sweet Zee bij HatHut Records). Hij werkte ook met vele Europese muzikanten van de improvisatie zoals Jean-Jacques Avenel, Michel Doneda en Lê Quan Ninh in 1987 en met Tristan Honsinger, Evan Parker, George Lewis, Joëlle Léandre en Irène Schweizer.
Tijdens de jaren 1990 nam hij een aantal albums op onder zijn eigen naam, met muzikanten als Joe McPhee, Didier Levallet, Paul Rogers en Christian Rollet. In 1995 speelde hij in een duo met de Portugese violist Carlos Zingaro (Hauts Plateaux). In zijn soloalbum Zong Book behandelde hij het werk van Albert Ayler. Lazro schreef ook muziek voor dans- en theatergezelschappen zoals de Company of the Chance. Lazro begon ook altviool te spelen tijdens de jaren 1990. In 1993 richtte hij zijn eigen orkest en een kwartet op met de titel Outlaws in Jazz met Jac Berrocal, Didier Levallet en Dennis Charles. Eind jaren 1990 werkte hij met een aantal orkestprojecten en als solist. Hij is ook lid van Qwat Neum Sixx van Sophie Agnel. Zijn belangrijkste instrument is de altsaxofoon. Volgens Cook en Morton wordt zijn spel beïnvloed door Steve Lacy.

## Discografie
- 1995: Hauts Plateaux (Potlatch)
- 1996: Dourou (Bleu Regard) met McPhee, Levallet, Rogers, Rollet
- 1997-1999: Zong Book (Emouvance) solo
- 2011: Daunik Lazro / Benjamin Duboc/Didier Lasserre: Pourtant les cimes des arbres (Dark Tree)
- 2012: Daunik Lazro / Jean-François Pauvros / Roger Turner: Curare (NoBusiness Records)
- 2014: Daunik Lazro / Joëlle Léandre: Hasparren (NoBusiness Records)
- 2016: Sophie Agnel / Daunik Lazro; Marguerite d'Or Pâle (Fou Records)
- 2017: Lazro/Jean-Luc Cappozzo/Didier Lasserre: Garden(s) (Ayler Records)
- 1995: Racines Radicales, met Jacques Veillé, Noël Akchoté, Christian Rollet